# Mark Mothersbaugh
Mark Mothersbaugh (Akron, Ohio, 18 de mayo de 1950) es un músico, compositor, cantante y pintor estadounidense. Es famoso por ser el líder de la banda new wave y pioneros de los videos en MTV, Devo.

## Carrera

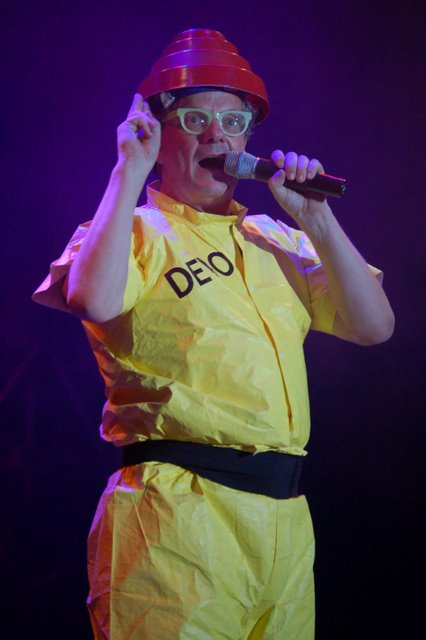
Mark, junto a Devo (2007).

Mothersbaugh asistió a la Universidad Estatal de Kent como estudiante de arte, donde conoció a los cofundadores de Devo, Gerald Casale y Bob Lewis. En 1970 formaron la idea de la "de-evolución" de la raza humana y comenzaron a tocar bajo el nombre de Devo.[cita requerida]
A partir de Devo, Mothersbaugh desarrolló una exitosa carrera como compositor musical de cine y televisión. Es autor del megaéxito de la banda Whip it. En el cine, ha trabajado frecuentemente con el cineasta Wes Anderson, y ha compuesto para la mayoría de sus películas (Bottle Rocket, Rushmore, The Royal Tenenbaums y Life Aquatic).[cita requerida]
Su música está presente también en programas de televisión infantiles como Rugrats y Clifford. También compuso el tema central para la nueva versión de El gato Félix, de Hanna Barbera, entre otros.[cita requerida]
Mothersbaugh es autor también de la música en videojuegos, como las series Tomb Raider, Crash Bandicoot, Jak & Daxter y Los Sims 2. Estos trabajos se ejecutan con frecuencia con Mutato Muzika, la productora musical que formó junto a otros antiguos miembros de Devo, incluido su hermano, Bob Mothersbaugh.[cita requerida]

## Discografía
- Musik for Insomniaks, Volumes 1 and 2 (1988)
- Satisfied EP (1989)
- El mundo de Beakman (1992)
- Muzik for the Gallery (1994)
- Tomb Raider II (1997)
- The Adventures of Valdo & Marie (1997)
- Tomb Raider III (1998)
- The Rugrats Movie (1998)
- Joyeux Mutato (1999)
- Mystery Men (1999)
- Rushmore (1999)
- Tomb Raider: The Last Revelation (1999)
- Jak and Daxter: The Precursor Legacy (2001)
- The Royal Tenenbaums (2001)
- Welcome to Collinwood (2002)
- Music for Edward Gorey
- Los Sims 2 (2004)
- The Life Aquatic with Steve Zissou con Steve Zissou (2005)
- Cloudy with a Chance of Meatballs (2009)
- Ramona and Beezus (2010)
- Un show más (2010-2017)
- Salvando al soldado Pérez (2011)
- 21 Jump Street (2012)
- Hotel Transylvania (2012)
- Cloudy with a Chance of Meatballs 2 (2013)
- La gran aventura LEGO (2014)
- 22 Jump Street (2014)
- Regular Show: The Movie (2015)
- Myopia (1994)
- Thor: Ragnarok (2017)
- (Des)encanto (2018)
- The Lego Movie 2: The Second Part (2019)
- The Willoughbys (2020)
- The Croods: A New Age (2020)
- The Mitchells vs. the Machines (2021)
- Cocaine Bear (2023)
- Una película de Minecraft (2025)

Trabaja en Mutato Muzika, donde crea, con su equipo, música para cine, televisióny videojuegos.[cita requerida]